# Paseo de Ezequiel González
El paseo de Ezequiel González es una vía pública de la ciudad española de Segovia.

## Descripción
La vía discurre desde el puente de Sancti Spiritu hasta la glorieta del Voluntariado, donde conecta con el paseo del Conde de Sepúlveda. Se conoció en otros tiempos como «Las Charcas», pero desde comienzos del siglo XX honra con el título a Ezequiel González de la Bodega (1822-1903), presidente que fue de la Sociedad Económica Segoviana de Amigos del País. Aparece descrita en Las calles de Segovia (1918) de Mariano Sáez y Romero con las siguientes palabras:

Don Ezequiel González (Paseo de).—Empieza a la salida del Puente de Sancti Spiritus y termina en el paseo del Conde de Sepúlveda. Es el llamado Paseo Nuevo con dos andenes para paseantes y un camino central para carruajes y con cuatro filas de árboles. Está bien cuidado y es el paseo más concurrido de Segovia, que viene a ser como una continuación del Salón para los que quieren alargar más la expedición o paseo. Se llamaba antes Las Charcas, y empezó a reformarse y hacerse las plantaciones del arbolado, a iniciativa de la Sociedad Económica, en 1780. Está hoy dedicado al filántropo D. Ezequiel González de la Bodega, Presidente que fué de la Sociedad Económica Segoviana de Amigos del País, y que a su muerte donó sus objetos artísticos para constituir el Museo González y fundó, y sigue funcionando, la escuela gratuita para niños pobres de la parroquia de El Salvador e iglesia agregadas, instalada en la plazuela del referido Salvador. Nació D. Ezequiel González en 1822 y murió en 6 de noviembre de 1903 y fué de los primeros a quienes se concedió la gran cruz de Alfonso XII, apenas creada en 1902. En el rótulo del paseo está demás  [sic] el Don y aun el Ezequiel y llamarle sencillamente Paseo de González. Deben estos letreros ser sencillos y concisos y quedarse los títulos y calificativos para sus biografías o para otras lápidas e inscripciones, pues el Don en los nombres de las calles es ridículo y pedantesco.
(Sáez y Romero, 1918, pp. 66-67)